# Woningruil
Van woningruil is sprake wanneer ten minste twee partijen besluiten om hun eigen huurwoning of koopwoning te verlaten en die van de ander te betrekken. Dit kan het geval zijn wanneer men een werkkring ver van zijn woonplaats heeft, of als de ene partij een grotere woning wil betrekken (bijvoorbeeld bij gezinsuitbreiding) en de andere een kleinere (bijvoorbeeld bij echtscheiding of als kinderen het huis uit gaan).
Voor woningruil van huurwoningen is wel toestemming nodig van de eigenaars van beide woningen, bijvoorbeeld de woningcorporaties.

## Vakantie
Daarnaast kan woningruil of huisruil ook een vorm van vakantie zijn. Bewoners van een huis staan hun woning voor beperkte tijd af aan een gezin, dat op zijn beurt zijn huis openstelt voor de ander. Het is goedkoper dan een vakantiewoning huren. Uiteraard is zo'n transactie gebaseerd op wederzijds vertrouwen.

## 'Woningtrein'
Vaak verward met woningruil, is het verschijnsel woningtrein, ook wel verhuisreeks of verhuisketen genoemd. Dit betreft niet een (kruiselingse) verhuizing van bewoners naar elkaars woning, maar een lineaire reeks verhuizingen achter elkaar, waarbij elke bewoner verhuist naar de volgende woning in de reeks. De hele woningmarkt (zowel huur- als koopwoningen) gedraagt zich in hoofdzaak volgens dit principe. Een reeks kan bestaan uit woningen van ongeveer gelijke prijs en grootte in verschillende plaatsen (zelfs internationaal), maar hij kan ook bestaan uit een reeks woningen in oplopende of afnemende prijs. Het kan zelfs voorkomen dat een woningtreintje zich splitst of samenvoegt, in het geval van een scheidend echtpaar of mensen die gaan samenwonen. Het begin van een reeks in meestal een huishouden dat geen woning achterlaat, dus een starter, het einde van de reeks ontstaat indien een huishouden geen volgende woning betrekt, vooral door overlijden of samenwonen.
Bij stagnatie van de woningmarkt waarbij kopers ter voorkoming van dubbele woonlasten pas kopen als hun oude huis verkocht is, waardoor 'iedereen op iedereen wacht', en dus geen ‘treintjes’ spontaan gerealiseerd worden, kunnen afspraken gemaakt worden om deze vooraf te plannen en vervolgens verhuizingen in volgorde uit te voeren, zodat het risico van dubbele woonlasten voor de verhuizende huishoudens voorkomen wordt. Ondanks dat diverse websites zich hierop hebben gericht en de grote belangenverenigingen in de woningmarkt (Vereniging Eigen Huis, NVM) hier actief in pionieren zijn er in  Nederland nog weinig goede resultaten geboekt.